# Герб Тернопільської області
Герб Тернопільської області — один із символічних знаків Тернопільської області.

## Відомості
Герб: у синьому полі навхрест золоті меч (вістрям додолу) та ключ (вушком вліво, борідкою вниз), над ними — три срібні вежі. Щит може накладатися на золотий пшеничний сніп, декоративні гілки, перевиті малиновою стрічкою й увінчані золотим Тризубом.
Герб затверджений рішенням Тернопільської обласної ради від 21.12.2001р. № 317 з доповненнями, внесеними її рішенням від 18. 11. 2003 № 203. Згідно з «Положенням про зміст, опис і порядок застосування символіки Тернопільської області», меч і ключ на гербі відображають історичну роль краю у захисті українських земель та Європи від нашестя завойовників із прадавніх часів. Три фортечні вежі символізують три історичні землі, з частин яких сформована сучасна Тернопільська область, — Галичину, Волинь і Поділля, і характеризують один із найважливіших історичних факторів регіону в якому зосереджено найбільшу кількість оборонних замків України.
Малий герб — це заокруглений знизу синій щит. У главі щита — три срібні (білі) вежі з відчиненими воротами, в яких золотий цоколь і золоті бійниці. В кожної вежі — три бланки. У центральній частині щита — навхрест золоті меч (вертикально, вістрям донизу) і ключ (горизонтально, вушком вліво, борідкою донизу).
Великий герб складається з малого герба і допоміжних позащитових елементів: щита, накладеного на пшеничне колосся, декоративних гілок українського орнаменту та малинових стрічок девізу, що увінчані золотим тризубом.

## Див.також
- Прапор Тернопільської області